# Jajkovská sutina
Jajkovská sutina je přírodní památka v oblasti Poľana.
Nachází se v katastrálním území obce Predajná v okrese Brezno v Banskobystrickém kraji. Území bylo vyhlášeno či novelizováno v roce 1998 na rozloze 50,9100 ha. Ochranné pásmo nebylo stanoveno.